# Calixtus von Aquileia

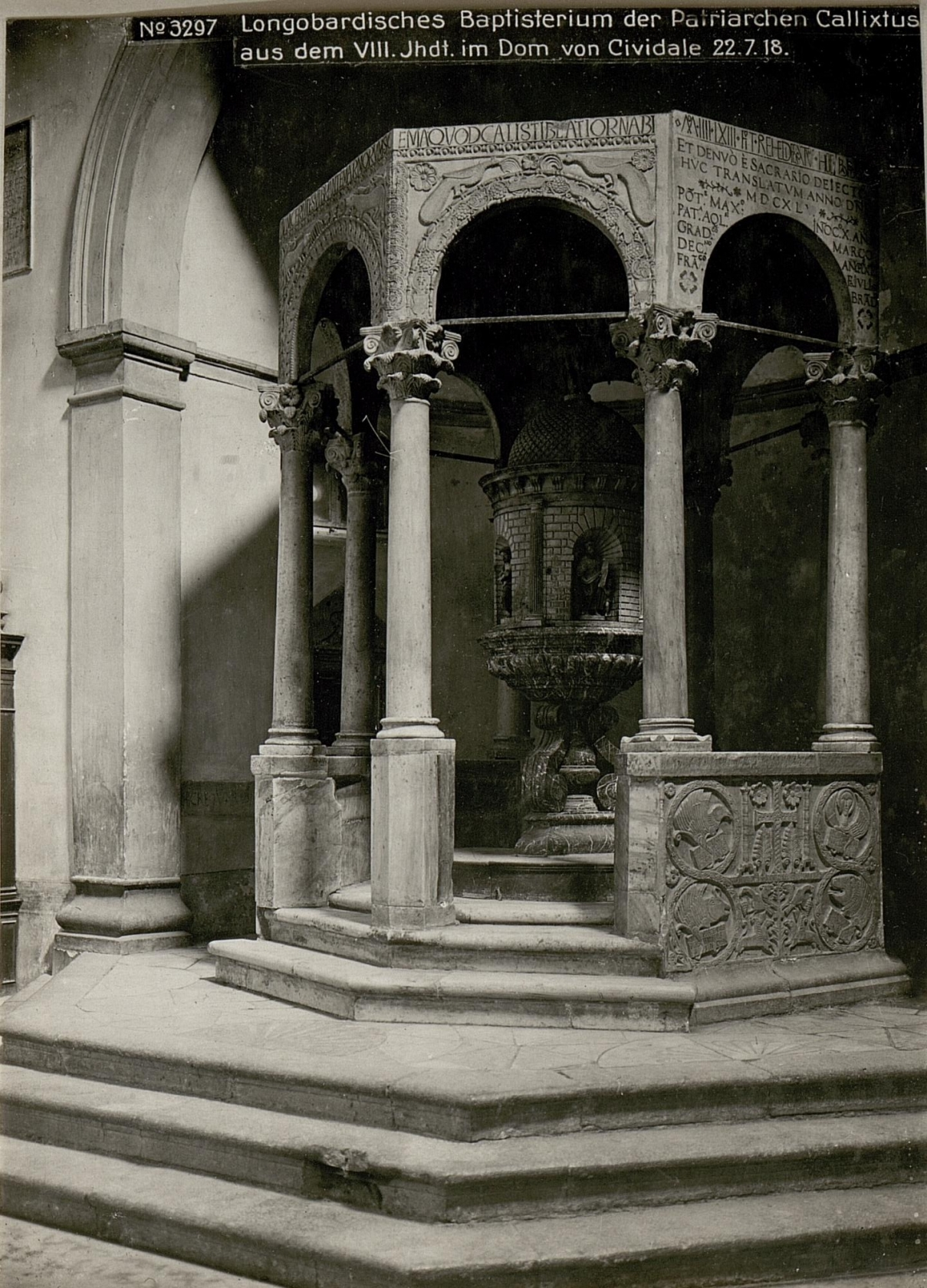
Baptisterium des Patriarchen im Dom von Cividale, fotografiert 1916

Calixtus († vor 762) war ab einem unbekannten Zeitpunkt zwischen 718 und 728 bis zu seinem Tod Patriarch von Aquileia. Mit Unterstützung des Langobardenkönigs stieg der Archidiakon und langobardische Adlige nicht nur zum Patriarchen auf, sondern es gelang ihm auch, seine Residenz gegen den Willen des örtlichen Herzogs nach Cividale zu verlegen. Er beanspruchte die Suprematie über zahlreiche Bistümer, darunter die des Patriarchats Grado, wogegen sich die Päpste wandten, die ihm mit Exkommunikation drohten. Calixtus lag zudem in einem zentralen theologischen Streit mit den Päpsten, dem sogenannten Dreikapitelstreit, während Grado auf Seiten Roms stand.

## Königliche Protektion, Amtsführung

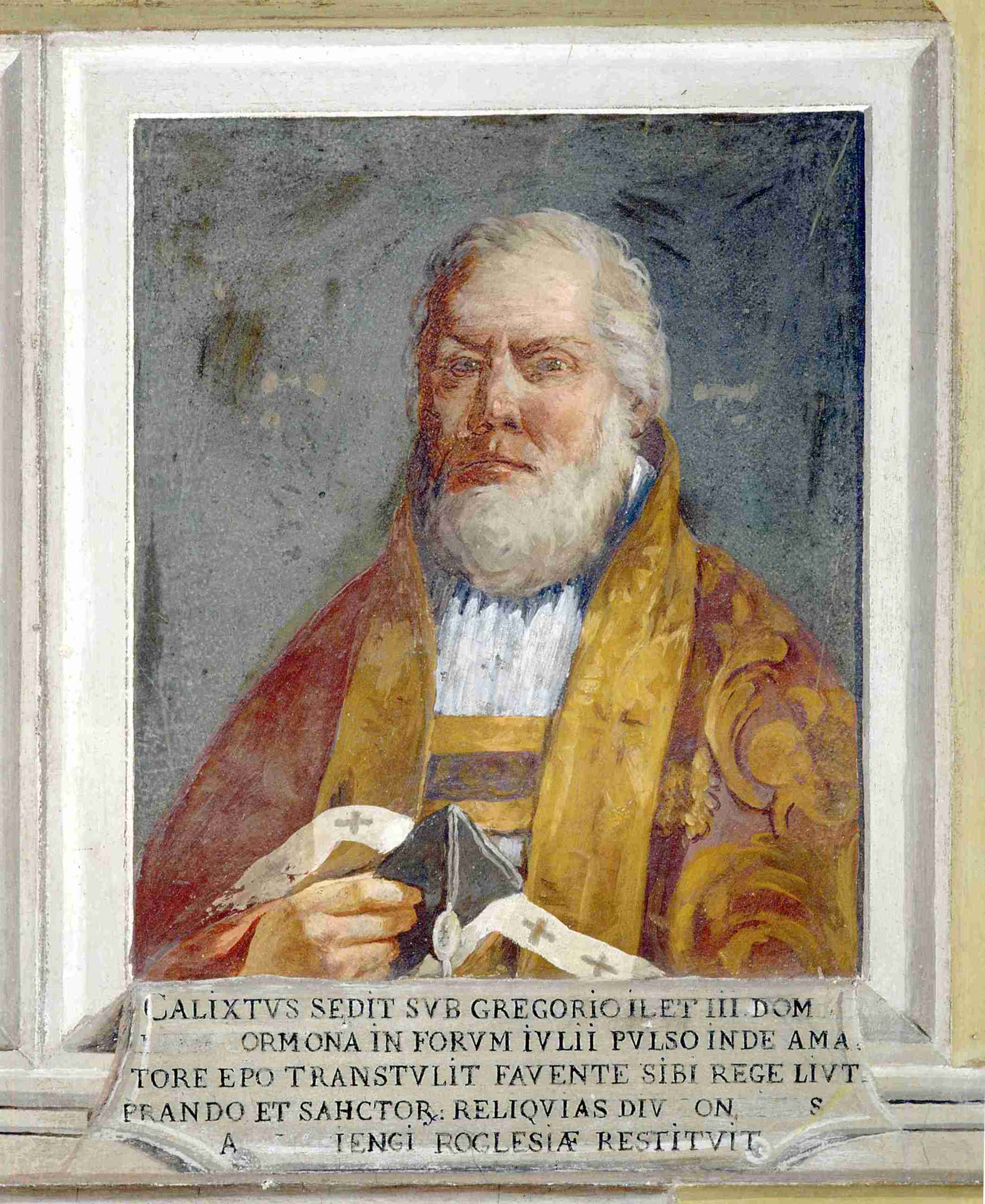
Idealporträt des Calixtus im Thronsaal des Diözesanmuseums und der Tiepolo-Galerie in Udine

Nach Paulus Diaconus, dem wichtigsten Geschichtsschreiber dieser Epoche, folgte er im Amt des Patriarchen seinem Vorgänger Petrus. Folgt man der Historia Langobardorum (VI, 51), die der Chronist Ende des 8. Jahrhunderts verfasste, so war Calixtus ein „vir egregius“, ein ‚herausragender Mann‘. Nach Paulus wurde der Archidiakon von Treviso mit Unterstützung des Langobardenkönigs Liutprand zum Bischof von Cividale erhoben. Als Nachfolger des Serenus führte er den Titel eines Patriarchen von Aquileia. 
Wie aus einem Brief Papst Gregors III. hervorgeht, hatte sein Vorgänger Gregor II. die Wahl unter der Bedingung anerkannt, dass Calixtus die Rechte der benachbarten Erzdiözese Grado akzeptierte. Dieser Brief Gregors III., der Iam triennium evolutum, kann nicht vor 734 verfasst worden sein. Der Streit zwischen den beiden Patriarchaten schwelte seit weit mehr als einem Jahrhundert und war durch den Dreikapitelstreit ausgelöst worden. Während die später als katholisch bezeichnete Seite Grado als Sitz einnahm, residierten die schismatischen Patriarchen im langobardischen Aquileia. Allerdings verlegten die Patriarchen ihre Residenz später nach Cormons, dann nach Cividale.
Die Amtseinführung des Calixtus muss zwischen 718 und 728 stattgefunden haben, denn als Gregor II. im Jahr 731 starb, hatte mindestens drei Jahre zuvor Calixtus das Pallium bereits erhalten.
Paulus Diaconus nennt ihn „nobilitate conspicuus“, er gehörte also dem langobardischen Adel an. Calixtus beanspruchte von Anfang an die Autorität über die Diözesen des Patriarchats, so dass Gregor III. zu Gunsten Grados in einem Streit eingreifen musste. In dem besagten Brief wiederholte er die Mahnungen seines gleichnamigen Vorgängers und drohte ihm mit Exkommunikation und allen Mitteln des kanonischen Rechts. Dabei hatte er vor allem die Usurpationen der Güter des Klosters S. Maria auf der Insel Barbana im Auge, das zu Grado gehörte. Auch habe Calixtus dem Gradeser alle seine Rechte zurückzuerstatten, die er okkupiert habe. Da in einem späteren Brief an Antoninus von Grado (725–747) keinerlei Anspielungen auf diesen Streit erscheinen, wird angenommen, dass sich Calixtus dem Papst gefügt hat.

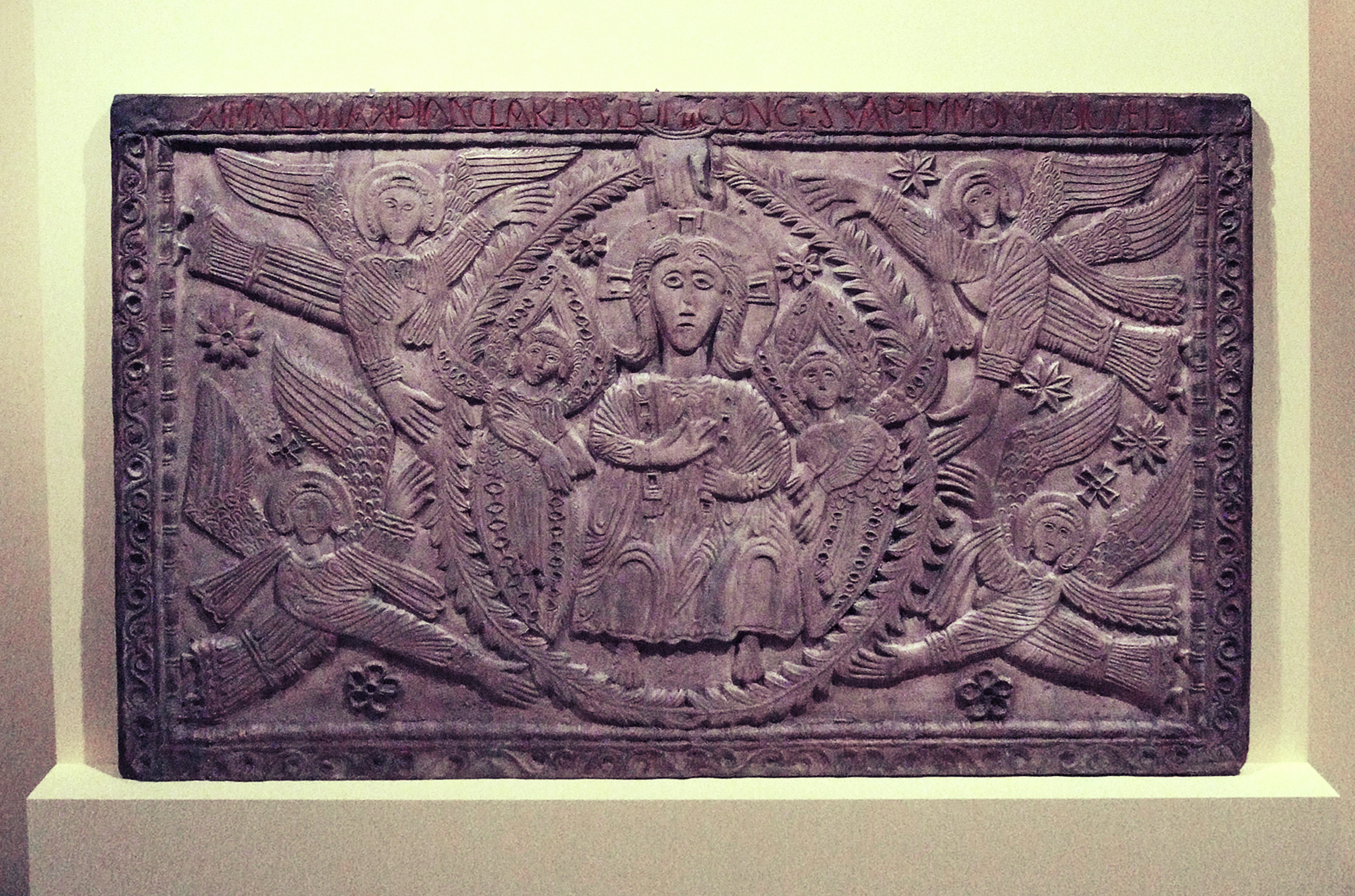
Majestas Domini, Relief am Ratchis-Altar

Der Herzog von Friaul, Pemmo, der unausgesetzt im Streit mit dem König lag, geriet gleichfalls mit dem königstreuen Calixtus in Konflikt. Während dem Bischof von Zuglio (Krain) wegen der Streifzüge der Slawen der Umzug in die Hauptstadt des Herzogtums, nach Cividale, genehmigt wurde, wehrte sich Pemmo gegen den avisierten Umzug des Patriarchen von Cormons, einem kleinen Städtchen, in seine Hauptstadt. Doch Calixtus stellte den Herzog vor vollendete Tatsachen. Dazu beanspruchte er die Residenz des besagten flüchtigen Bischofs vor den Slawen in Cividale. Pemmo ließ den Patriarchen nach Beratung mit seinen Ratsmännern verhaften und im Kastell Duino einsperren. König Liutprand zwang daraufhin Pemmo vor seinem Gericht zu erscheinen. Als es zwischen den Gefolgsmännern der beiden Kontrahenten zu Auseinandersetzungen kam, ließ der König Pemmo und seine Männer inhaftieren. Als Pemmos Nachfolger bestimmte er dessen ältesten Sohn Ratchis.

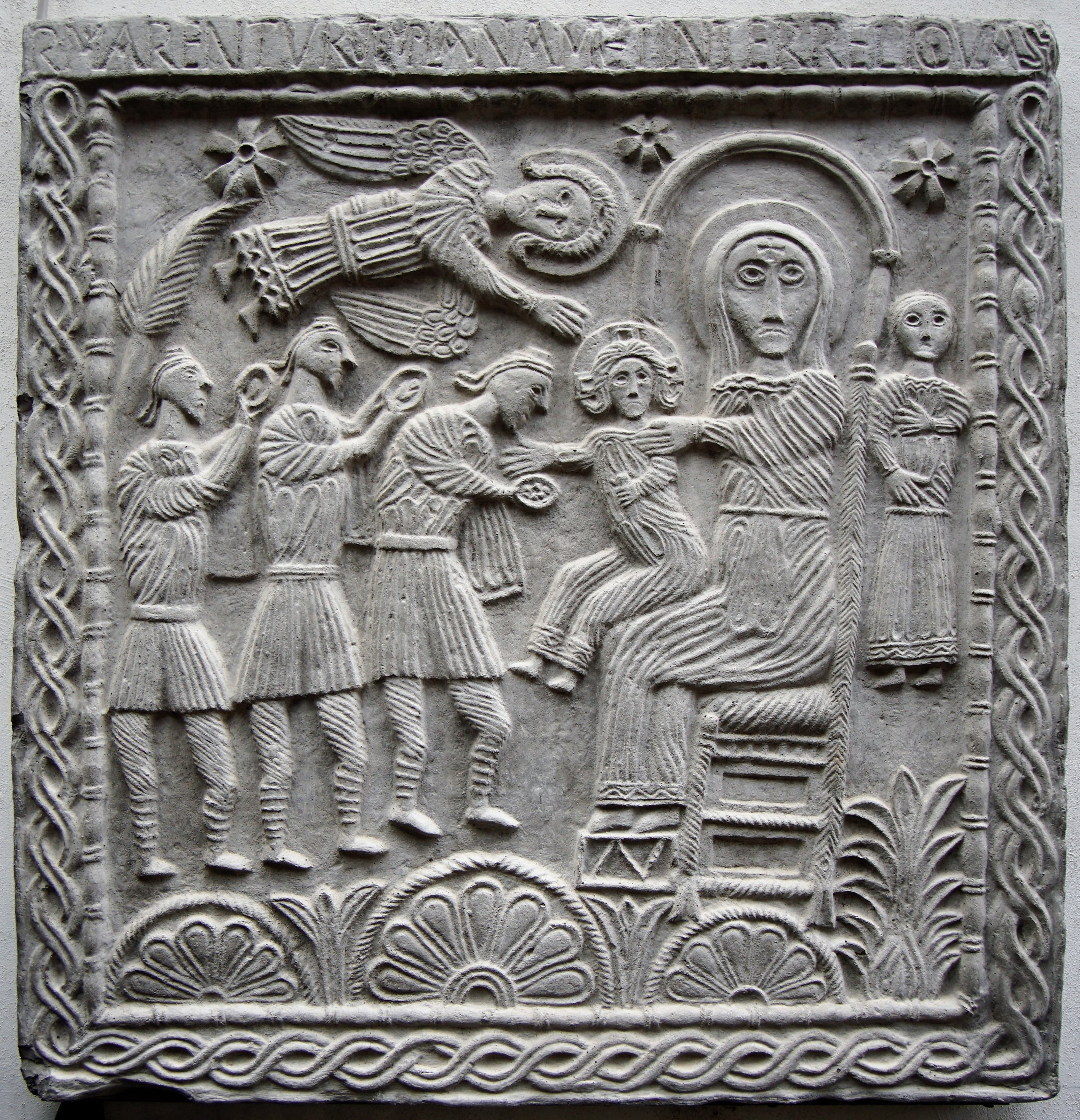
Verehrung durch die Weisen, Ratchis-Altar

Calixtus, der sich durchgesetzt hatte, ließ sich in Cividale eine Residenz errichten. Sie entstand dort, wo sich heute der Palast der venezianischen Proveditori befindet. Unsicher ist, ob das Baptisterium und die Kirche San Giovanni auf seine Initiative zurückgehen, oder ob es sich nur um einige Verschönerungen handelte. Auf ihn geht der Brunnen in der Nähe des Campanile des Doms zurück. Von den beiden Bauwerken, die dem Glockenturm der Kathedrale weichen mussten, ist nur das Taufbecken erhalten. Daran befindet sich eine Inschrift mit dem Namen „Calixtus“. Auch der Altar des Ratchis, sicher vor 744 geschaffen, entstand zur Zeit des Calixtus.
762 wurde Siguald zum Nachfolger des Patriarchen erhoben. Wann Calixtus starb, ist unbekannt, in jedem Falle aber vor diesem Zeitpunkt.